# Свято-Афанасьевский монастырь (Брест)
Свято-Афанасиевский Брестский мужской монастырь — мужской монастырь в составе Брестской епархии.

## История
Открыт в 1996 году в составе Брестской епархии во имя прмч. Афанасия (Филипповича) на месте его гибели в посёлке Аркадия Брестского района. Первоначально здесь существовала часовня, где богослужения совершались в дни празднования памяти прмч. Афанасия. В 1960-х годы часовня была закрыта, восстановлена в 1989 году. В июле 1995 года часовню посетил Святейший Патриарх Московский и всея Руси Алексий II, благословивший открытие мужского монастыря.
3 февраля 1996 года последовало решение Синода Белорусского Экзархата об учреждении монастыря, утвержденное Священным Синодом РПЦ 21 февраля 1996 года. Первым наместником монастыря назначили иеромонаха Мефодия (Казакова). При нём было расширено здание часовни, к церковному дому пристроили трапезную и несколько келий. С июля 1998 г. наместником являлся иеромонах Варсонофий (Степанцов).

## Титульный святой
Афанасий Брестский (ок. 1595—1648) — игумен Свято-Симеоновского монастыря, прославлен Церковью в лике преподобномучеников. Святой добивался возвращения переданных униатам по Брестской унии православных храмов. После отказа изменить Православию 5 сентября 1648 г. прпмч. Афанасий был подвергнут жестокой казни: его закопали живьем в землю (не подтверждено).
Память святого Афанасия Брестского празднуется 2 августа, 18 сентября и в третью неделю по Пятидесятнице. Имеется храм св. прпмч. Афанасия.

## Святыня
Икона с частицей мощей прмч. Афанасия.

## Наместник
И. о.наместника Иеромонах Досифей (Гришута).

## Адрес
224008, Республика Беларусь, г. Брест, ул. Свято-Афанасьевская, д.39, тел.: (0162) 55-92-50.
Проезд: от г. Бреста авт. № 1 до ост. «Аркадия».